# Secret diplomatique
Secret diplomatique est une mini-série française en six épisodes de 52 minutes réalisée par Denys de La Patellière et Claude Barrois, et diffusée du 29 avril au 3 juin 1983 sur Antenne 2.
En Suisse, elle a été diffusée à partir du 13 février 1983 sur TSR1, et au Québec à partir du 2 août 1985 à la Télévision de Radio-Canada.

## Synopsis
La série raconte les aventures de par le monde du diplomate H.G.M. De Retaud.

## Distribution
- Bernard Crombey : H.G.M. De Retaud
- Henri Garcin : Directeur du Quai d'Orsay
- Charlotte de Turckheim : Catherine Amélie
- Aline Bertrand
- Greg Engler
- Hubert Gignoux
- Bernard Tixier
- Patrick Poivre d’Arvor

## Épisodes
1. L'Homme de Vienne
2. Carte blanche
3. Mort d'un ambassadeur
4. Le Cahier noir
5. Le Diplomate séraphique
6. La Nuit tunisienne

## Commentaire
Le quatrième épisode a été tourné en partie à Montréal, dont ont participé Guy Hoffmann, Andrée Pelletier, Edgar Fruitier, François Cartier et Guy Thauvette.